# Walsrode
Walsrode (en allemand : /valsˈʁoːdə/,, ? Écouter [Fiche]) est une ville du Nord de l'Allemagne, dans l'arrondissement de la Lande (Heidekreis).

## Situation géographique
Walsrode se situe dans le Nord de l'Allemagne, dans le Land de Basse-Saxe et au sud de la lande de Lunebourg, située entre Brême (65 km à l'ouest), Hanovre (70 km au sud) et Hambourg (100 km au nord) aux abords de la rivière Böhme.
Elle est connue pour son parc ornithologique de Walsrode, le plus grand parc zoologique exclusivement consacré aux oiseaux au monde. Plus de 4 000 oiseaux de 700 espèces différentes y sont présents.

## Histoire
| Appartenances historiques Duché de Brunswick-Lunebourg 1235-1269 Principauté de Lunebourg 1269-1705 Électorat de Brunswick-Lunebourg 1705-1807 Royaume de Westphalie 1807-1813 Royaume de Hanovre 1814-1866 Royaume de Prusse (Province de Hanovre) 1866-1918 République de Weimar 1918-1933 Reich allemand 1933-1945 Allemagne occupée 1945-1949 Allemagne 1949-présent |

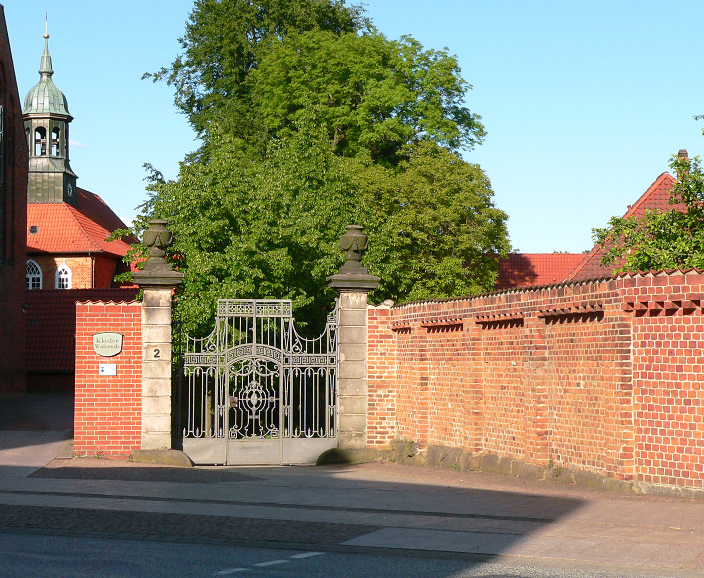
Abbaye de Walsrode

- Construction de l'abbaye de Walsrode par le comte Walo en 986
- Le 28 décembre 1381 Walsrode a été conquis par Brême et réduit en cendres
- Le 22 juillet 1383 Walsrode reçoit le titre de ville par le duc de Brunswick-Lunebourg
- 1626 - Guerre de Trente Ans - destruction de la ville par les troupes de Tilly
- Le 6 juillet 1757 - destruction de 230 des 237 maisons lors d'un incendie
- 1890 construction des chemins des fers, Bremervörde–Walsrode, puis, Hanovre-Schwarmstedt-Walsrode

## Localités
- Altenboitzen
- Bockhorn

## Sites archéologiques

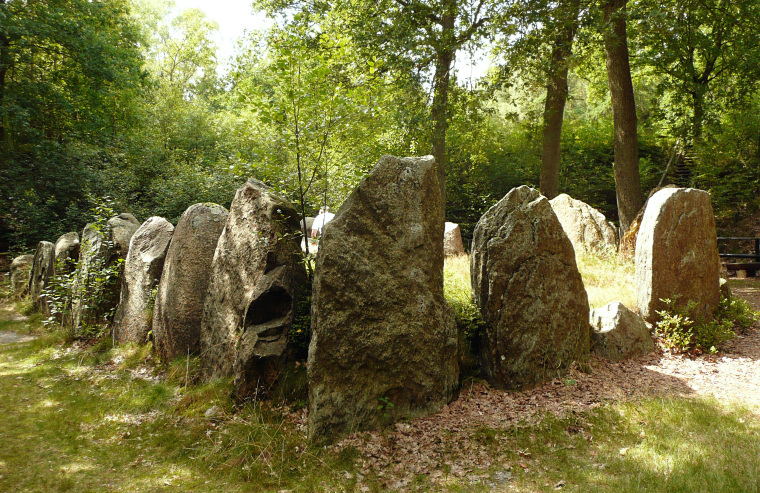
Les Dolmen des « sept maisons de pierre » - Sieben Steinhäuser

Les Sieben Steinhäuser (sept maisons de pierre), un groupe de cinq grandes tombes mégalithiques ou dolmen

## Personnalités liées à la ville
- Ernst August de la Chevallerie von la Motte (1688-1758), général né à Walsrode.
- Erich Matthias (1921-1983), historien né à Uetzingen.

## Liens externes

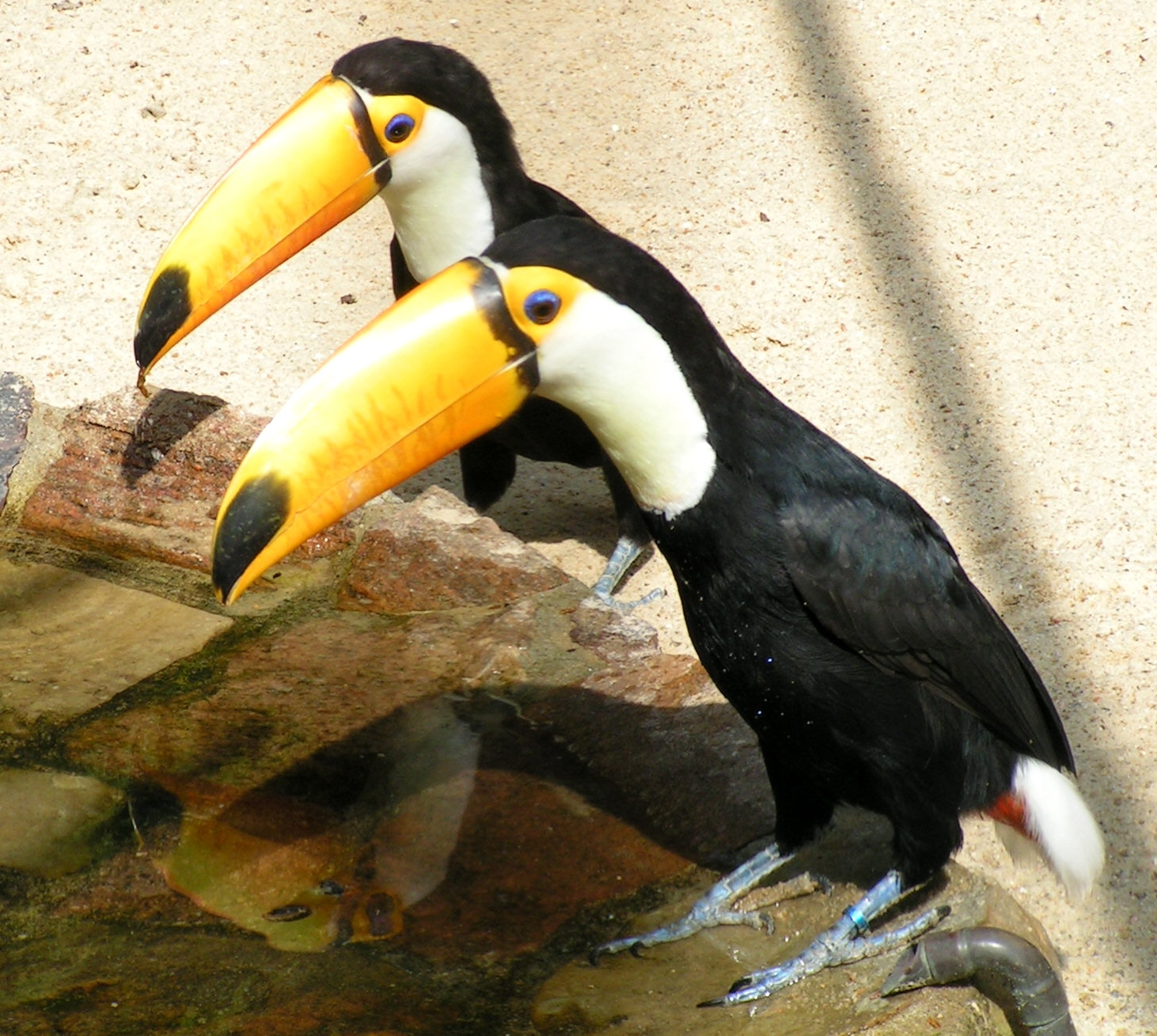
Toucans, l'emblème du parc ornithologique

## Jumelages
- Gernrode (Allemagne)
- Hibbing (États-Unis)
- Kovel (Ukraine)
- Zaltbommel (Pays-Bas)